# Bongyang-eup
Bongyang-eup (koreanska: 봉양읍) är en köping i den centrala delen av Sydkorea, 110 km sydost om huvudstaden Seoul. Den ligger i norra delen av kommunen Jecheon i provinsen Norra Chungcheong.